# Atelèctasi
L'atelèctasi és el col·lapse o tancament parcial d'una part o de tot un pulmó que provoca una reducció o absència de l'intercanvi de gasos. Sol ser unilateral i parcial, però pot afectar la totalitat d'un pulmó. És una afecció en què els alvèols es desinflen fins a poc o cap volum, a diferència de la consolidació pulmonar, en què s'omplen de líquid. A vegades s'anomena informal com a pulmó col·lapsat, encara que més exactament sol implicar només un col·lapse parcial, i aquest terme ambigu també s'utilitza informalment per a un pulmó totalment col·lapsat causat per un pneumotòrax.
És una troballa molt comuna en radiografia de tòrax i altres estudis radiològics, i pot ser causada per diverses trastorns mèdics. Tot i que sovint es descriu com un col·lapse del teixit pulmonar, l'atelèctasi no és sinònim de pneumotòrax, que és un trastorn més específic que pot causar atelèctasi. L'atelèctasi aguda es pot produir, entre altres causes, com a complicació postoperatòria o com a resultat d'una deficiència de surfactant en els nadons prematurs, això condueix a la síndrome del destret respiratori neonatal.
El terme utilitza formes combinades de atel- + ectasis, de grec: ἀτελής, "incomplet" + ἔκτασις, "extensió".

## Signes i símptomes

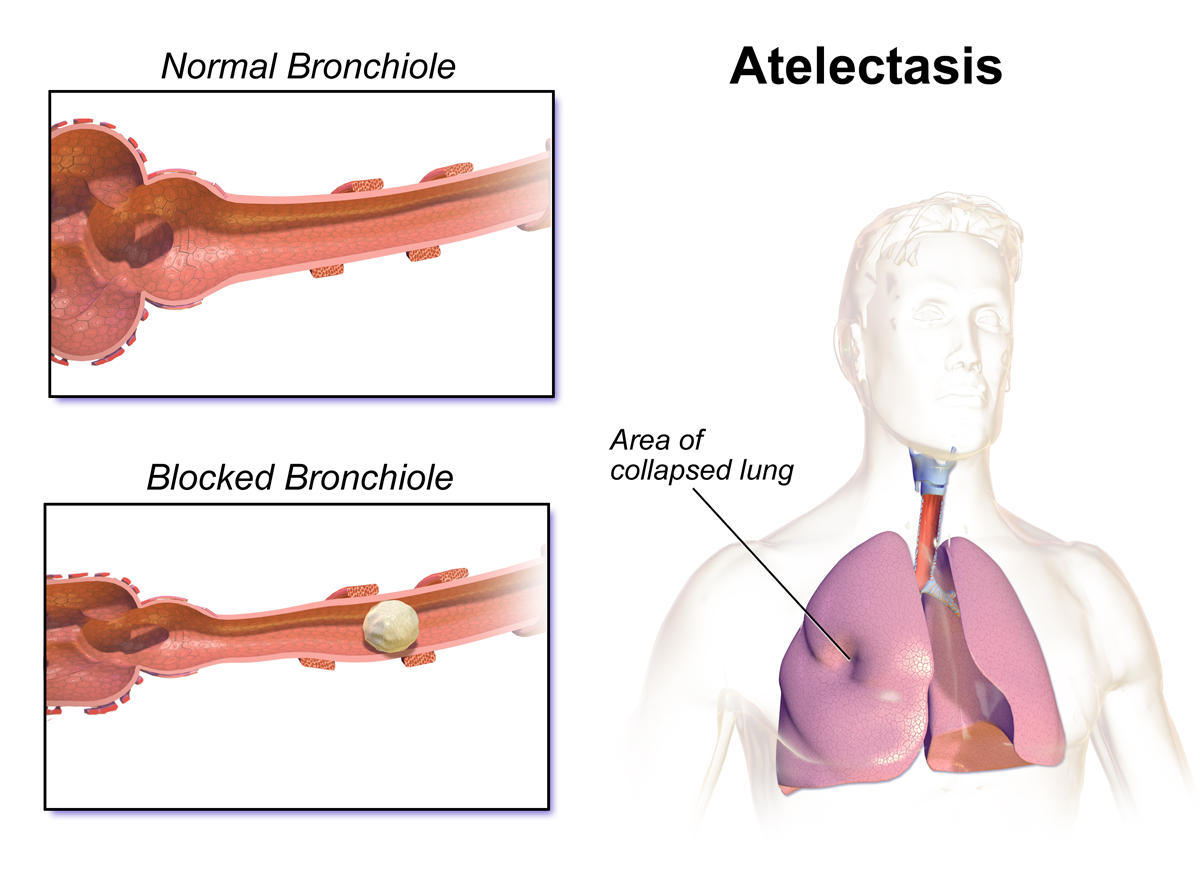
Atelectasis

Pot no presentar ni signes ni símptomes, o poden incloure:
- tos, però no destacada;
- dolor de pit (no freqüent);
- dificultat per respirar (ràpida i poc profunda);
- baixa saturació d'oxigen;
- embassament pleural (tipus transsudat);
- cianosi (signe tardà);
- augment de la freqüència cardíaca.

## Causes
L'atelèctasi es desenvolupa en el 75-90% de les persones sotmeses a anestèsia general per a un procediment quirúrgic major.
Una altra causa comuna és la tuberculosi pulmonar. Els fumadors i la gent gran també corren un major risc. Fora d'aquest context, l'atelèctasi implica algun bloqueig d'un bronquíol o bronquis, que pot estar dins de les vies respiratòries (cos estrany, tap de moc), en la paret de les vies (tumor, generalment carcinoma de cèl·lules escatoses) o comprimint des de l'exterior de les vies (tumor, gangli limfàtic, tubercle). Una altra causa és la mala propagació del surfactant durant la inspiració, la qual cosa fa que la tensió superficial estigui al màxim tendint a col·lapsar els alvèols més petits. L'atelèctasi també es pot produir durant la inspiració, per impactació d'un esput, difícil d'expulsar dels pulmons.